# El pitufo carpintero
El pitufo carpintero (en el francés original Le Schtroumpf bricoleur) es la vigesimotercera historieta de Los Pitufos escrita y dibujada por Peyo en 1982.  

## Trayectoria editorial
Originalmente publicada de forma seriada en 1982 en los números 2328 y 2329 de la revista Le Journal de Spirou. En 1983 apareció como complemento del álbum El bebé pitufo junto a Una fiesta pitufal.

## Argumento
El Pitufo Manitas crea un taladro, pero empieza a probarlo en todo (la bomba de agua, la flauta del Pitufo Músico, etc.), lo que causa problemas para la vida diaria de los pitufos. Cuando lo descubren, los otros pitufos lo atrapan y hacen un nuevo invento para castigarlo: Una máquina patea-traseros que patea al Pitufo Manitas.

## Comentario
A pesar de lo que el título de esta historieta sugiere, el Pitufo Manitas y el Pitufo Carpintero son dos pitufos distintos, si bien este último no fue introducido hasta la historieta El Pitufo Financiero.